# Txijgorà
Txijgorà (en rus: Чижгора) és un poble de l'óblast d'Arkhànguelsk, a Rússia, segons el cens del 2012 tenia 195 habitants.